# Происшествие с Boeing 737 в Чикаго (2005)
Происшествие с Boeing 737 в Чикаго — авиационное происшествие, произошедшее в четверг 8 декабря 2005 года в Чикаго близ аэропорта Мидуэй. Выполняя пассажирский рейс WN1248 по маршруту Балтимор—Чикаго—Солт-Лейк-Сити—Лас-Вегас, авиалайнер Boeing 737-7H4 авиакомпании Southwest Airlines при посадке выкатился за пределы взлётно-посадочной полосы на скоростное автомобильное шоссе на пересечении Южной Центральной и Западной 55-й улиц. Из 103 человек на борту никто не погиб, а сам авиалайнер был восстановлен. Единственной жертвой события стал 6-летний мальчик, ехавший в машине, в которую врезался самолёт.
За более чем 30-летнюю историю авиакомпании Southwest Airlines это первое событие с человеческими жертвами.

## Самолёт
Boeing 737-7H4 с регистрационным номером N471WN (заводской — 32471, серийный — 1535) свой первый полёт совершил 29 июня 2004 года. Спустя две недели, 13 июля, он получил лётный сертификат, а на следующий день был передан заказчику — американской авиакомпании Southwest Airlines (SWA), где также получил флотский номер 471. Пассажировместимость его салона составляла 137 мест экономкласса. Лайнер был оборудован двумя двухконтурными (турбовентиляторными) двигателями CFM International CFM56-7B24, которые оборудованы системой реверса. С момента поступления самолёта в авиакомпанию SWA замены двигателей не происходило. Так же, как и все Boeing 737—700, оборудован системой автоматического торможения. Проведённые после происшествия проверки показали, что и реверсы, и система автоматического торможения на борту N471WN работали нормально. Максимальный взлётный вес самолёта составлял 154 500 фунтов (70 080 кг), а максимальный посадочный — 128 000 фунтов (58 060 кг). Согласно полётным документам, фактический взлётный вес рейса 1248 составлял 129 000 фунтов (58 510 кг), а вес при посадке в аэропорту, согласно данным параметрического самописца — 118 280 фунтов (53 650 кг). Пилоты же определили посадочный вес как 119 700 фунтов (54 300 кг), что в пределах допустимого. Общая наработка борта N471WN на момент происшествия составляла 5273 лётных часа и 2901 цикл «взлёт-посадка».

## Хронология событий
Борт N471WN в тот день выполнял пассажирский рейс WN-1248 из Балтимора в Лас-Вегас с промежуточными посадками в Чикаго и Солт-Лейк-Сити. В Чикаго были сложные погодные условия, поэтому вылет пришлось задержать на два часа. После улучшения погоды, в 17:58 EST рейс 1248 с 98 пассажирами и 5 членами экипажа (59-летний командир Брюс Сазерленд (англ. Bruce Sutherland), 34-летний второй пилот Стивен Оливер (англ. Steven Oliver) и 3 стюардессы) на борту вылетел из аэропорта Балтимор/Вашингтон.
В 18:33:17, когда лайнер приближался к чикагскому аэропорту Мидуэй на установленной высоте 10 000 футов (3000 м), диспетчер дал указание пилотам входить в зону ожидания, так как на полосе работал снегоочиститель. В 18:44:04 с самолёта доложили о входе в зону ожидания на высоте 10 000 футов. В этот период экипаж получил новые погодные данные в аэропорту, в том числе о ветре 090° 11 узлов, после чего ввели эти данные в бортовой компьютер для определения расстояния, необходимого для нормальной посадки на заданную полосу 31C. На основании введённых данных компьютер определил попутную составляющую ветра в 8 узлов. Правилами авиакомпании при скоростях попутного ветра до 10 узлов разрешалась посадка на любую поверхность взлётно-посадочных полос, но в то же время запрещалось выполнять посадку при попутном ветре более 5 узлов при низкой эффективности тормозов. Пилоты знали эти правила и понимали, что при низкой эффективности торможения они при посадке в Мидуэе могут выкатиться за пределы полосы.
Бортовой компьютер не был рассчитан на выдачу результатов при смешанном торможении, поэтому второй пилот ввёл в него несколько сценариев событий, в том числе для низкой и нормальной эффективности торможения. Для первого случая по оценке компьютера самолёт должен был остановиться за 40 футов (12 м) до конца полосы, а во втором — за 560 футов (170 м). Также экипаж решил, что если попутная составляющая ветра будет выше 10 узлов, либо им будут сообщать о низкой эффективности торможения по всей длине полосы, то они, согласно политике авиакомпании, уйдут на запасной аэродром — Канзас-Сити или Сент-Луис (оба в штате Миссури). Также было получено сообщение от АТИС, согласно которому видимость на полосе «31 средняя» составляла около 5000 футов (1500 м).
С момента нахождения в зоне ожидания прошло десять минут, когда в 18:54:10 диспетчер сообщил экипажу радарный вектор и дал инструкции по снижению, после чего рейс 1248 начал выполнять последнюю схему подхода для выхода к курсо-глиссадной системе полосы «31 средняя». В это же время была получена информация о видимости на полосе, которая колебалась от 4500 футов (1400 м) до 5000 футов (1500 м), а АТИС сообщила о ветре 100° 11 узлов. В 19:03:44 диспетчер разрешил следовать к приводному радиомаяку полосы 31C, а менее минуты спустя передал, что эффективность торможения на полосе нормальная, разве что в конце низкая. В 19:09:53,7 была установлена связь с диспетчером посадки, который передал: продолжайте к [полосе] 31 средняя. Ветер ноль девять ноль и девять (090° 9 узлов). О торможении сообщают, что хорошее на первой половине и плохое на второй.
В 19:12:28 второй пилот получил разрешение на посадку, после чего в 19:12:46,3 на воздушной скорости около 124 узлов борт N471WN жёстко приземлился на полосу, будучи при этом выровнен по её осевой линии. Через секунду после касания были задействованы тормоза и быстро увеличилось давление в них. Как впоследствии рассказал командир, в этот момент он попытался задействовать реверс, но это у него не получилось. Зато сразу почувствовалось, как сработала антиблокировочная система, которая разблокировала тормоза, а лайнер словно ускорился. Это почувствовал и второй пилот, который закричал: Тормоза, тормоза, тормоза. Забыв про реверс, командир, а с ним и второй пилот, вручную задействовали колёсные тормоза. Затем второй пилот перевёл взгляд на панель с дросселями и увидел, что реверс ещё не задействован, поэтому спустя 15 секунд после касания полосы наконец включил реверс, который начал работать через три секунды (18 секунд после касания).
Но авиалайнер не останавливался. Вместо этого пробежал всю полосу, после чего на скорости 53 узла (98 км/ч) выкатился за её пределы, промчался по всей полосе безопасности, сбил навигационную вспомогательную антенну и газоотбойник, пересёк проходящую поперёк дорогу аэропорта, пробил ограждение аэропорта, выкатился за находящуюся за аэродромом дорогу, на которой сбил пожарный гидрант и едущий на север автомобиль, и только потом остановился на перекрёстке в 500 футов (150 м) к северо-западу от аэропорта, повернувшись при этом на курс 340°. Сразу после остановки второй пилот начал зачитывать контрольный список действий при эвакуации, а командир отправился в салон проверять пассажиров, после чего все люди на борту эвакуировались через переднюю левую и заднюю правую двери. Через пару минут к лайнеру прибыли первые аварийные службы.
Самолёт получил повреждения передней кромки крыла и гондолы двигателей, но салон и кабина не пострадали. Впоследствии он был восстановлен. Из находившихся на борту 103 человек небольшие травмы получили 18 (1 стюардесса и 17 пассажиров), а остальные 85 относительно не пострадали. Зато из пяти человек в сбитой машине один, 6-летний ребёнок, погиб, будучи зажатым и задохнувшись в искорёженном металле, ещё один получил серьёзные травмы, а три получили лёгкие травмы. Также самолёт сбил ещё одну машину, но находившиеся в ней люди относительно не пострадали.

## Причины
Выводы комиссии:
1. Пилоты были должным образом сертифицированы и квалифицированы. В их медицинских или поведенческих данных не было найдено никаких признаков, которые бы плохо повлияли на их производительность при выполнении работы на момент событий. Также у лётного экипажа не было никаких признаков усталости.
2. Самолёт был должным образом сертифицирован и оборудован, а его обслуживание выполнялось в соответствии с установленными правилами.
3. Нет никаких признаков какой-либо неисправности конструкции или систем самолёта, которые могли бы повлиять на работу самолёта во время выполнения посадки.
4. Пилоты на протяжении полёта получили достаточную начальную и обновлённую информацию о погоде.
5. Персонал аэропорта Мидуэй контролировал состояние взлётно-посадочной полосы в ночь происшествия и своевременно удалил с неё снег.
6. Диспетчер посадки аэропорта Мидуэй не следовал руководству Федерального управления гражданской авиации, когда не обеспечил экипаж необходимым объёмом информации из отчётов о торможении на полосе.
7. Пилоты не последовали политике авиакомпании, когда не стали прерывать посадку, узнав о низкой эффективности торможения.
8. Если бы пилоты проводили расчёт длины торможения с учётом фактической информации о ветре и заложили бы в него задержку с применением реверса, то получили бы данные, которые свидетельствовали о необходимости отказаться от посадки.
9. Southwest Airlines использовала в своих компьютерах эксплуатационные данные о расчёте эффективности торможения, рекомендуемые корпорацией Boeing. Эти расчёты указывали на перерасход длины полосы, что также требовало от экипажа отказаться от посадки.
10. Данные, выдаваемые бортовым компьютером, оказывают решающее значение на принятие экипажем решения о посадке.
11. Авиакомпания не предоставляла своим пилотам чёткого и последовательного руководства и обучения относительно принятых процедур и политики компании по ряду областей, в том числе толковании отчётов о торможении и допущений, которые влияли на оценку по определению дистанции для посадки.
12. Пилоты могли бы остановить самолёт в пределах полосы, если бы сразу после касания задействовали реверс на максимальную мощность и сохраняли её до самой остановки.
13. Задержка с применением пилотами реверса не может быть объяснена физическими или механическими проблемами.
14. Пилоты сперва использовали автоматическую систему торможения, что при посадке в сложных условиях привело к отвлечению от развёртывания реверса сразу после касания. Если бы в Southwest Airlines проводили обучение по работе автоматических тормозов, то это могло заранее подготовить экипаж к сложившейся ситуации и он продолжал бы оставаться собранным и выполнять правильную последовательность действий при посадке.
15. Если бы в списке действий при посадке развёртывание реверса шло сразу после касания, то это могло предотвратить случайную задержку с развёртыванием реверса после посадки.
16. Условия посадки могут постоянно меняться, поэтому отдельных данных по оценке приземления недостаточно, чтобы гарантировать определение длины тормозного пути в пределах полосы в момент самой посадки; пилотов необходимо обеспечивать более точной информацией.
17. Правила не требуют оценивать необходимую для посадки длину, включая запас для безопасности, однако это важный показатель для безопасной эксплуатации самолётов транспортной категории[англ.] на загрязнённых взлётно-посадочных полосах.
18. Инструкции по отчётам об эффективности торможения, типе и глубине загрязнителя помогут пилотам, авиадиспетчерам, авиакомпаниям и персоналу аэропорта к снижению субъективности и недостаточной стандартизации этих отчётов.
19. Крайне осторожно использовать данные отчётов о торможении на полосе и загрязнении покрытия, если в них (отчётах) содержится смешанная или противоречивая информация, что должно увеличить запас безопасности посадки.
20. Достаточный запас безопасности приведёт к оперативным изменениям и неопределённости, когда будут учтены оценки расстояний для посадки.
21. Создание способа относить тормозные возможности самолёта с условием покрытия полосы должны обеспечить определение более точной оценки базовой эффективной посадочной возможности самолёта.
22. Возможна оперативная разработка самолётных систем по измерению самолётной тормозной эффективности и состояния покрытия полосы, что позволило бы обеспечивать последующие экипажи более точной информацией. Особенно эта система была бы эффективна при плохих погодных условиях, а её точность соответствовала или превосходила бы существующую систему докладов о состоянии полосы, при этом без отвлечения внимания диспетчера.
23. Отсутствие в конце полосы системы аварийной остановки[англ.] лишь усугубило ситуацию, так как даже нестандартное оборудование могло бы остановить самолёт и он бы не покинул зону аэропорта.

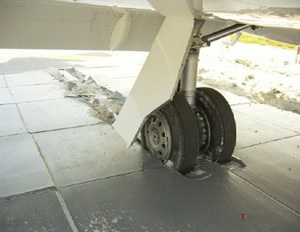
Система EMAS могла бы остановить рейс 1248 в пределах аэропорта

Национальный совет по безопасности на транспорте пришёл к мнению, что причиной инцидента стала ошибка пилотов, которые с опозданием применили реверс для замедления до безопасной скорости или остановки, в результате чего самолёту не хватило длины полосы. Такая ошибка пилотов была вызвана отсутствием у них опыта работы с автоматической системой торможения и недостатком знания о её принципе работы, что и привело к отвлечению внимания от применения реверса при посадке в сложных условиях.
Свою роль в создании ситуации сыграла и сама авиакомпания Southwest Airlines:
1. Не предоставляла своим пилотам чёткого и последовательного руководства и подготовки относительно принятых процедур и политики компании, связанных с расчётами дистанций для посадки.
2. Программы и дизайн бортового компьютера не предполагали встроенных допущений в программах, играющих важное значение для пилотов при принятии решений.
3. Планировала внедрить новый порядок применения автоматического торможения, причём без ознакомительного периода.
4. В оценку посадочного пути не был включён коэффициент безопасности, который бы учитывал рабочие расхождения.

Также созданию аварийной ситуации способствовал такой фактор, как нежелание экипажа уходить на запасной аэродром, после получения отчёта о низкой эффективности торможения при попутной составляющей ветра более 5 узлов. Кроме того, происшествие можно было предотвратить, если бы концевая полоса безопасности полосы «31 средняя» была оборудована системой аварийного торможения, которая в данной ситуации могла остановить выкатившийся с полосы авиалайнер.

## Последствия
Самолёт был восстановлен, но перерегистрирован, в результате чего изменил бортовой номер с N471WN на N286WN. По данным на 2020 год он продолжает эксплуатироваться в Southwest Airlines. Хотя событие с рейсом 1248 всё-таки классифицируется как «авиационный инцидент», а даже не как «авиационное происшествие», авиакомпания поступила в данной ситуации так же, как обычно поступают при авиакатастрофах — изменила номер рейса. Полоса 13C/31C аэропорта Мидуэй была оборудована концевыми устройствами безопасности.

## Факт
Инцидент с бортом N471WN произошёл ровно через 33 года после происшествия с бортом N9031U (8 декабря 1972 года) — самой первой катастрофы Boeing 737 (45 погибших), причём она случилась также в Чикаго при выполнении посадки в аэропорту Мидуэй.

### Комментарии
1. ↑  Здесь и далее указано Центральноамериканское время (CST).